# Stadion 28 Marca
Stadion 28 Marca (arab. ملعب 28 مارس) – wielofunkcyjny stadion sportowy w Bengazi w Libii. Jego pojemność wynosi 55 000 widzów. Był jedną z aren Pucharu Narodów Afryki 1982.